# グランヒストリア 〜幻史世界記〜
『グランヒストリア 〜幻史世界記〜』（グランヒストリア げんしせかいき）は、1995年6月30日に日本のバンプレストから発売されたスーパーファミコン用ロールプレイングゲーム。
既存のキャラクターを題材にしたゲームを多く発売してきた同社による異色のオリジナル作品。20年後に訪れる破滅を回避するため、未来の歴史を書き換えていくのがゲームの目的であり、プレイヤーの選択が何人もの登場人物の生死を左右する。西洋風ではなくアジア・中東風の世界を舞台としており、「剣と魔法」のみならず銃も登場する。
開発はJフォースが行い、シナリオは脚本家の會川昇および南原順、音楽は『シャイニング・シリーズ』などを手掛けた竹内基朗、ビジュアル・ディレクターはメカニックデザイナーの福地仁が担当している。

## ゲーム内容

### 魔法
信仰同様に2系統に分かれており、それぞれ習得できるキャラクターが決まっているが、主人公だけは両系統を使える。
- ザ神の魔法は、使用時に「召霊石」という石を電池のように消費する。
- ゲ神の魔法は、キャラクターのスピリット（精神力）を消費して使用する。

### 戦闘
戦闘時の画面は平面的なものではなく、プレイヤーキャラクターの前後左右に加えてそれぞれの上空にも敵が配置される。これをドームバトルシステムと呼称する。逃走時は敵のいない方向を向く必要があるため、四方を囲まれた場合は逃げることはできない。

## 設定

### ストーリー
グラン大陸にはザの神とゲの神、2種の神を奉じる者たちがいた。両者は対立しつつも均衡を保っていたのだが、やがて力の天秤が一方に傾きすぎ、大陸全体の破滅を招いてしまった。
これが世界記に書かれた未来の歴史である。グラン大陸を救うべく現れた主人公は、世界記の力により未来を知る予言者として人心をつかみ、運命を変えようと行動する。

### 世界観
ザの神（ザのかみ） / ザ神（ザしん）
太古の昔に何者かによって造られた機械システム。自動戦闘機械は天使と呼ばれる。人々はその由来も知らず崇拝の対象としている。
グラン大陸中央のアサシナ王国が信仰の中心地。
ゲの神（ゲのかみ） / ゲ神（ゲしん）
精霊や妖怪のような、自然に根ざした存在。大陸北方の軍事大国ガラマニアが奉じている。

## 登場人物

### 主人公
グラン大陸を破滅の未来から救うため来訪した存在。肉体を持たないため、現地の人間の体に宿って活動する。そもそも主人公が何者なのかは劇中ではほとんど明らかにされず、ザ神の創造主の故郷である宇宙のかなたよりもなお遠いどこからかやってきたとしか語られない。南原順は「自分（プレイヤー）がブラウン管の中の世界に介入して、歴史を変えることができるのかというのが、一つのテーマだった」と述べている。
トール
結婚式を目前にして盗賊に殺害された悲運の男であり、主人公が最初に宿る肉体の持ち主。トール自身の意識はもはやなく、以後はプレイヤーが決めた名前を名乗る。
一介の村人から盗賊団員、アサシナ王国騎士を経て、新国王にまで登り詰めるが、仇敵ケインによってこの肉体は奪われてしまう。
第2の男
肉体を失った主人公が次に宿った男。瀕死の状態で海を漂っていたところを見出された。彼自身の素性はまったく不明である。
突如変心して暴君となった（と周囲には見える）アサシナ王との混同を避けるために新たな名を名乗り、事情を話せぬままにレジスタンスの一員としてかつての仲間と共闘する。
世界記
未来を書いた歴史書。と言っても書物ではなく青い光球の姿をしている。画面上では主人公の肩の上に浮かんでいるが、常人には見えないらしい。
自らの意思を持ち、主人公を導いて歴史改変を果たさせようとする。物語中盤でケインに奪われて破滅記へと変貌してしまうが、その後「空の国」で再度与えられる。

### 主要人物
ガイナスター
ゲの神を信奉する邪道盗賊衆を率いてアサシナ国を荒らしまわっていた男。実はガラマニア国王であり、盗賊に身をやつしていたのもアサシナの政情不安定化を狙ってのことだった。
野心家だが身内のことは思いやる。主人公とは、盗賊の頭領と部下という立場から対立する国の王同士となる複雑な関係。しかし最後は世界を救う同志として友情で結ばれた。
ミケーネ・バッハ
アサシナ騎士団長。実直で高潔な人物であり、主人公の予言能力を知って騎士に迎え入れた。最初はよき上司であるが、国王暗殺後は主人公を新国王に推挙して逆に部下となる。
一時は国王の腹心と言われるまでになるが、新王が暴政を敷くようになると騎士団長の地位を捨てて離反。主人公（第2の男）が姿を変えたかつての友とは知らずに肩を並べて闘うことになる。
リザーラ
アサシナの南にあるドルーク神殿の女性神官。人望が厚く、王都の神殿の副神官長に推挙されたこともある。本来の歴史では暗殺されるところを主人公によって救われる。
心優しい人物だが、ザ神の起源を知りたいという願望を突かれてケインの甘言に乗ってしまい、圧政の手助けをしてしまう。
サマン
リザーラの妹だが、姉と違うしたたかな性格で、スリで生計を立てていた。しかし根は優しく義理堅い。プレイヤーの選択によっては、男子禁制の場所に入るために主人公が肉体を借りる展開もある。
やがて数々の修羅場をくぐり抜け、アサシナの暴虐に対抗するレジスタンスのリーダーへと成長し、王の側についた姉リザーラと対峙する。
クノン
アサシナ国の王子。誕生時に神官長ミジュアが行方不明だったためにザの神の洗礼を受けられず、死亡するはずだった。主人公が迅速に行動して神官長を連れ帰ることができれば生存する。
しかし5歳のころ、暗殺された父王に代わって主人公が王位につくと、補佐官カイザーによって追放されてしまい、さらに母親を盗賊に殺害される。単身追ってきた主人公に祖国を託していったんは公の場から姿を消すが、10年後に再び現れ戦士としてレジスタンスに加わる。
ファル・イブスキ
王位を簒奪されたアサシナ先王の娘。復讐に燃える兄アサシネアを止めることができず、心を痛めていた。いとこに当たるクノン王子からは姉のように慕われている。
彼女もまた成人後にレジスタンスに参加する。
ドネア
ガイナスターの妹にしてガラマニア国の姫。アサシナ王弟パラドックと政略結婚するはずだったが、使者として現れた主人公に一目ぼれし、彼の排除を狙った神官タンドの呪いを身代わりに受けてゲ神に変えられてしまう。なんとかアサシナ王都にたどり着き、リザーラの協力で元の姿に戻るが、その後も暗殺を仕掛けられたり結婚相手のパラドックが処刑されたりと事件が続く。新王となった主人公に改めて告白し、プレイヤーが受け入れる選択をすればアサシナ国王妃となる。
彼女がアサシナに残った場合、国王の変貌を目の当たりにして中身は別人であることを見抜き、レジスタンスの元に落ち延びてくる。
ゼノビア
アサシナ騎士団に属する女性で、ミケーネと団長の座を争ったほどの腕前。当初は盗賊団上がりの主人公をいぶかしく見ていた。また、パラドックの愛人でもあり、思いつめたあまり彼に嫁ぎに来たドネア姫を手にかけようとした。
本来の歴史ではドネア暗殺の咎で処刑されるが、助命を選択することもできる。生きていた場合は忠実な部下となり、さらにドネアを守ってレジスタンスにまで連れてくる。
ルウ
イライの村の少女で、トールの婚約者。結婚式前夜にトールは殺害されて主人公が乗り移ることになるが、事情を知らない彼女からは恋人が突然心変わりをして旅立っていったようにしか見えなかった。
その後彼女はガイナスターに見初められ、ガラマニア王妃となる。慈悲深いルウは国民からも信頼を寄せられており、トール（の体を借りた主人公）と再会したときも恨むそぶりを見せず、彼を信じ続けた。
バーキュレア
名高い女傭兵で、マナミガル王国の騎士団の鍛錬を任されている。一時的に主人公が体を借りることができ、その選択をすると後にレジスタンスの仲間になる。
カーリア
女性ばかりで構成されるマナミガル騎士団の長。女王や部下からの信頼は篤い。ガラマニア王妃ルウの勧めでアサシナ王に協力するが、王が変貌すると疑念を抱いて去る。選択次第では主人公の仲間となる。
アルルーナ
最後の人型天使。アサシナ王都の「再臨の館」に座して人々の相談を受け付けており、主人公にも行くべき道を指し示してくれる。本来は機械の身ではあるが、長きにわたり人々の悩みを聞き続けてきたために感情をあらわすまでになった。
カイザー
体の半分を機械化したアサシナ国補佐官。王位に就いた主人公をないがしろにし、勝手な判断を下す。最終的にはケインにそそのかされて反乱を起こすが、用済みとみなされて粛清された。
ケイン
黒衣の予言者。当初はたびたび主人公の行く手に現れては歴史改変を思いとどまらせるような不吉な言葉を告げていたが、主人公がアサシナ国王になると戦闘人形黒童子を率いて直接攻撃を仕掛けてくる。
トールの肉体を奪うと国王に成り代わり、アサシナを帝国と称して近隣諸国を次々と攻め滅ぼしていく。

### その他の人物
アサシネア6世
イブスキ王家からアサシナ国王の座を簒奪した男。かつては残忍と言われていたが、病に伏せりがちになってから穏やかになった。初めての子クノンをかわいがっていたが、自分もまた王位を狙う弟の凶刃によって倒れることとなる。
レムヌ
アサシネア6世の王妃で、先王イブスキの妃の妹。小国ジュザリアから政略結婚のために嫁いできた身である。主人公の国王就任に際し、カイザーによって息子のクノンともども追放の憂き目に遭い、ジュザリアへの帰途で盗賊に襲われて死亡。
パラドック
アサシネア6世の弟。ゼノビアとは愛人関係にあり、ドネアを妃に迎えるつもりでもあった。兄を暗殺して自ら王位に就こうとしたが、主人公の働きにより事が露見して処刑された。
アサシネア・イブスキ
先王アサシネア5世の遺児。アサシナ正統の王を自称し、ザの信仰を捨てて得たゲ神の力で現体制の転覆を企む。復讐に駆られるあまり、妹ファルのことも目に入っていなかった。新たなアサシナ王となった主人公とも対立し、自ら仕掛けた策にはまって死亡した。
ミジュア
ザの神の神官長。聡明な人物であり、アサシナ王の変貌を察知するやただちに対抗勢力へ協力した。
ローディ
ミジュアを補佐する副神官だったが、先王の血を引くアサシネア・イブスキの命を受けて彼を誘拐し、洗礼を不能にしてクノン王子の死を招こうとした。神官長救出に現れた主人公の妨害に遭い死亡。
リボルガン
マナミガルの属国であるジュザリアの老王。アサシネア5世の妃や、同じく6世の妃レムヌとは兄弟に当たる。行き場のない甥クノンと姪ファルを保護していた。帝国と化したアサシナに抵抗するも敗北。身柄を拘束される。
エリュース
マナミガル国の女王。極度の男嫌いで、王宮を男子禁制にしている。ケインの策動に乗ってガラマニアと反アサシナ同盟を結成するが、アサシナ帝国に敗北して拘束される。
タンド
ガイナスターの部下。邪道盗賊衆の一員として登場するが、実はガラマニア国のゲの神官である。当初から主人公を信用しておらず、彼がドネア姫を意に沿わぬ結婚から逃がそうとしているのを見て戦いを挑むが、返り討ちに遭う。
オクヤラム
伝説の空の国で出会う人物。初対面にもかかわらず「以前はすみませんでした」と謝ってくる。

## 開発
音楽は舞台にあわせて東南アジア系のものを用いている。油絵調の背景や大きめのキャラクターなどグラフィック面にも力が入れられているが、音楽データに容量を割いたためにそれ以上の画像は追加できなかった。スーパーファミコンの性能では構想を活かしきれなかったわけであり、「あと1年待てばプレイステーションで出せたのに」「そうすれば年表の表現もいろいろできた」とメインスタッフの會川昇と南原順が述懐している。

## スタッフ
- 原作：會川昇、南原順
- プロデューサー：場崎順一、田中憲一、なかむらともあき
- ビジュアル・ディレクター：福地仁
- プロダクション・ユニット
  - プログラマー：PROGO、BONOB、POCHI
  - プランナー：HIRO、OIDMAPBROS、GS SAKURAI
  - グラフィック・デザイナー：MIREI、やすだよりまさ、SHINNO、HANZOU、RABBIT
  - 音楽：武内基朗[5]
  - サンクス：KINNOSUKE、SUSA、DENKICHI、MINA
  - GHPスタッフ：ふじかわよういち、坂野岳二、田中学
  - スペシャル・サンクス：森木靖泰、此路あゆみ
  - イメージイラスト：中村淳一

## 反響
速水奨のナレーションによるテレビコマーシャルの効果もあって知名度は決して低くはなかったが、作品自体は埋もれてしまった。歴史の書き換えというシステムの斬新さが低年齢層にとっては不安の種となり、購入につながらなかったという見方がある。ゲーム発売時のアンケートハガキによれば、発生頻度が高い戦闘に関しての評価が分かれる一方で、ストーリーは好評だったという。

### 評価
ゲーム誌『ファミコン通信』の「クロスレビュー」では7・6・5・6の合計24点（満40点）、『ファミリーコンピュータMagazine』の読者投票による「ゲーム通信簿」での評価は以下の通り、19.8点（満30点）となっている。
| 項目 | キャラクタ | 音楽 | お買得度 | 操作性 | 熱中度 | オリジナリティ | 総合 |
| 得点 | 3.1        | 3.2  | 3.1      | 3.3    | 3.4    | 3.6            | 19.8 |

## 関連書籍
- グランヒストリア 〜幻史世界記〜 必勝攻略法（双葉社）ISBN 4-575-28486-6
- スーパーファミコン必勝法スペシャル グランヒストリア 〜幻史世界記〜（ケイブンシャ）ISBN 4-7669-2315-4